# Michelangelo Zurletti
Michelangelo Zurletti (* 1937 in Saluzzo) ist ein italienischer Musikkritiker, Dirigent und Musikpädagoge.
Zurletti zählt zu den bedeutendsten Musikkritikern Italiens. Er veröffentlicht Kritiken in La Repubblica und verschiedenen Musikzeitschriften. Seit 1984 ist er künstlerischer Direktor des Teatro Lirico Sperimentale „A. Belli“ in Spoleto. Bis 1994 war er künstlerischer Leiter des Sinfonieorchesters der RAI in Rom und Neapel.
Daneben ist Zurletti am Conservatorio di Santa Cecilia in Rom Dozent für Musikgeschichte und Musikästhetik. 1985 erschien bei Ricordi in Florenz sein Werk über die Orchesterleitung im 20. Jahrhundert La Direzione d’Orchestra - Grandi Direttori di Ieri e di Oggi.
| Personendaten    | Personendaten                                           |
| ---------------- | ------------------------------------------------------- |
| NAME             | Zurletti, Michelangelo                                  |
| KURZBESCHREIBUNG | italienischer Musikkritiker, Dirigent und Musikpädagoge |
| GEBURTSDATUM     | 1937                                                    |
| GEBURTSORT       | Saluzzo                                                 |